# هيلينا ياكوبس
هيلينا ياكوبس (بالألمانية: Helene Jacobs)‏ (و. 1906 – 1993 م) هي مقاومة ألمانية، توفيت في برلين، عن عمر يناهز 87 عاماً.

## جوائز
حصلت على جوائز منها:
- ميدالية روبر روزنزفايغ  [لغات أخرى]‏ (1983)
- صالحون بين الأمم.

## وصلات خارجية
- هيلينا جاكوبس - ياد فاشيم (بالإنجليزية)